# Захватихата Дмитро Сергійович
Дмитро́ Сергі́йович Захватиха́та — підполковник Збройних сил України.
2014 року закінчив Академію сухопутних військ ім. гетьмана Петра Сагайдачного, спеціальність — управління діями підрозділів артилерії.

## Нагороди
- орден «За мужність» III ступеня (2015) — за значний особистий внесок у зміцнення обороноздатності Української держави, мужність, самовідданість і високий професіоналізм, виявлені у виконанні військового обов'язку, та з нагоди Дня Збройних Сил України[1];
- орден Богдана Хмельницького III ступеня(2024) — за особисту мужність, виявлену у захисті державного суверенітету та територіальної цілісності України, самовіддане виконання військового обов'язку[2].

І ще він був нагороджений «дебальцевським хрестом»[джерело?]